# Ulting
Ulting is een civil parish in het bestuurlijke gebied Maldon in het Engelse graafschap Essex. In 2001 telde het dorp 134 inwoners.